# David Remez
David Remez (hebrejsky: דוד רמז, rodným jménem David Drabkin; 23. května 1886 – 19. května 1951) byl izraelský politik, první izraelský ministr dopravy a signatář izraelské deklarace nezávislosti.

## Biografie
Narodil se ve vesnici Kopys v carském Rusku (dnešní Bělorusko), kde později studoval střední školu. Právo studoval na univerzitě v Osmanské říši a po absolvování univerzity se věnoval učitelství. V roce 1913 se přestěhoval do osmanské Palestiny, kde pracoval jako zemědělský pracovník v Ben Šemenu, Be'er Tuvje, Karkuru a Zichron Ja'akovu.

### Politická kariéra
Krátce po vzniku Britského mandátu Palestina se začal angažovat v politice a odborových svazech. V letech 1921 až 1929 byl ředitelem kanceláře pro veřejné zakázky Histadrutu, v letech 1921 až 1925 byl členem telavivské městské rady a patřil mezi zakládající členy Ben Gurionovy strany Mapaj. V roce 1930 se stal tajemníkem Histadrutu a tuto funkci zastával až do roku 1946. Zároveň v letech 1944 až 1949 předsedal Židovské národní radě (Vaad Leumi).
Byl jedním ze signatářů izraelské deklarace nezávislosti a ještě téhož dne, 14. května 1948, byl jmenován ministrem dopravy v Ben Gurionově prozatímní vládě. Tento post si zachoval i po prvních parlamentních volbách do Knesetu, které se konaly v roce 1949. Když v roce 1950 první vláda padla, stal se ministrem školství (v tomto úřadě vystřídal Zalmana Šazara). V květnu 1951 zemřel v úřadu a byl prvním izraelským ministrem, který zemřel během vykonávání svého úřadu. Na jeho poslanecký mandát byl kooptován Menachem Kohen.

## Připomínka
Po jeho smrti po něm byla v Izraeli pojmenována četná místa, jako například čtvrť Ramot Remez a ulice Remez v Haifě či Remezovo náměstí v Jeruzalémě. Jeho syn Aharon Remez byl druhým velitelem izraelského vojenského letectva.